# アカデミー国際長編映画賞サウジアラビア代表作品の一覧
サウジアラビアは2013年に初めてアカデミー国際長編映画賞に映画を出品した。アカデミー国際長編映画賞はアメリカ合衆国の映画芸術科学アカデミー（AMPAS）が主催し、アメリカ合衆国以外の国で製作され、主要な会話が英語以外で占められた長編映画を対象としており、1956年度より設置されている。

## 代表作
1956年よりAMPASは外国語映画賞を設置し、各国のその年最高の映画を招待している。外国語映画賞委員会はプロセスを監視し、すべての応募作品を評価する。その後、委員会は5つのノミネート作品を決定するために秘密投票を行う。
| 年 （授賞式）   | 日本語題             | 出品時の英題               | 原題            | 言語       | 監督                             | 結果 |
| --------------- | -------------------- | -------------------------- | --------------- | ---------- | -------------------------------- | ---- |
| 2013 （第86回） | 少女は自転車にのって | Wadjda                     | وجدة            | アラビア語 | ハイファ・アル＝マンスール       | 落選 |
| 2016 （第89回） |                      | Barakah Meets Barakah      | بركة يقابل بركة | アラビア語 | マムード・サバー                 | 落選 |
| 2019 （第92回） | 完全な候補者         | The Perfect Candidate      | المرشح المثالي  | アラビア語 | ハイファ・アル＝マンスール       | 落選 |
| 2020 （第93回） |                      | Scales                     | سيدة البحر      | アラビア語 | シャハド・アミーン               | 落選 |
| 2021 （第94回） |                      | The Tambour of Retribution | حد الطار        | アラビア語 | アブドゥルアジズ・アルシュラヘイ | 落選 |
| 2022 （第95回） |                      | Raven Song                 | أغنية الغراب    | アラビア語 | ムハンマド・アル＝サルマーン     | 落選 |